# Classe Neoustrachimy
La Classe Neoustrachimy (Russe: Неустрашимый) est une classe de frégates russes.